# Kopance
Kopance (makedonsky: Копанце, albánsky: Kopancë) je vesnice v Severní Makedonii. Nachází se v opštině Jegunovce v Položském regionu.

## Geografie
Kopance se nachází ve východní části oblasti Položská kotlina, leží na pravé straně řeky Vardar a její okraj se dotýká Skopského údolí.
Obec je rovinatá a leží v nadmořské výšce 392 metrů. Od města Tetovo je vzdálená 28 km. Vesnicí prochází silnice, která spojuje města Jegunovce a Siričino.
Kopance leží na úpatí pohoří Žeden a východně od nich se zvedá svah hory.
Obec se rozděluje do tří čtvrtí - Gorno Maalo, Dolno Maalo a Tursko Maalo. Do roku 1947 zde bylo obyvatelstvo striktně rozdělo - ve dvou čtvrtích žili Makedonci a v Tursko Maalo pouze Albánci.
Katastr vesnice je 10,4 km2. Nejvíce zde převažují lesy o rozloze 771 ha, dále orná půda o rozloze 237 ha a nakonec 11 ha pastvin.

## Historie
První písemná zmínka o vesnici pochází z roku 1470, kdy Kebir Mehmed Bey odkazoval několik pozemků v Položském regionu svým synům, mezi nimi i tuto vesnici. Jeho synové pak nakoupili pozemky i v okolí vesnice.
Druhá zmínka pochází z roku 1795, kdy tetovský bej Redžep Paša věnoval 3 domy ve vesnici albánským rodinám, aby se zde věnovali zemědělství.
Voda se zde získávala v dřívějších dobách ze studní, jelikož ve vesnici není žádný přirozený zdroj vody.

## Demografie
Podle sčítání lidu z roku 844 obyvatel, etnické skupiny jsou:
- Albánci – 548
- Makedonci – 196
- ostatní – 100

| Rok          | 1900 | 1948 | 1953 | 1961 | 1971 | 1981 | 1994 | 2002  | 2021 |
| ------------ | ---- | ---- | ---- | ---- | ---- | ---- | ---- | ----- | ---- |
| Obyvatelstvo | 170  | 475  | 538  | 594  | 698  | 917  | 869  | 1 059 | 844  |